# تسویوشی ناکاو
تسویوشی ناکاو (انگلیسی: Tsuyoshi Nakao؛ زادهٔ ۲۹ مهٔ ۱۹۸۳) بازیکن فوتبال اهل ژاپن است.